# Морозово (Новосибирская область)
Моро́зово — село в Искитимском районе Новосибирской области России. Административный центр Морозовского сельсовета.

## География
Расположено на правом берегу Обского водохранилища. Расстояние до областного центра составляет 35 км.

## Население
| 2002 | 2007 | 2010 |
| ---- | ---- | ---- |
| 641  | ↘605 | ↘594 |

Из них трудоспособного возраста 383 человека, моложе трудоспособного возрасте — 113 человек, старше трудоспособного возраста — 127 человек.

## Инфраструктура
Общеобразовательная школа, имеется сельский клуб и библиотека.